# Xinhua

Xinhua-Logo

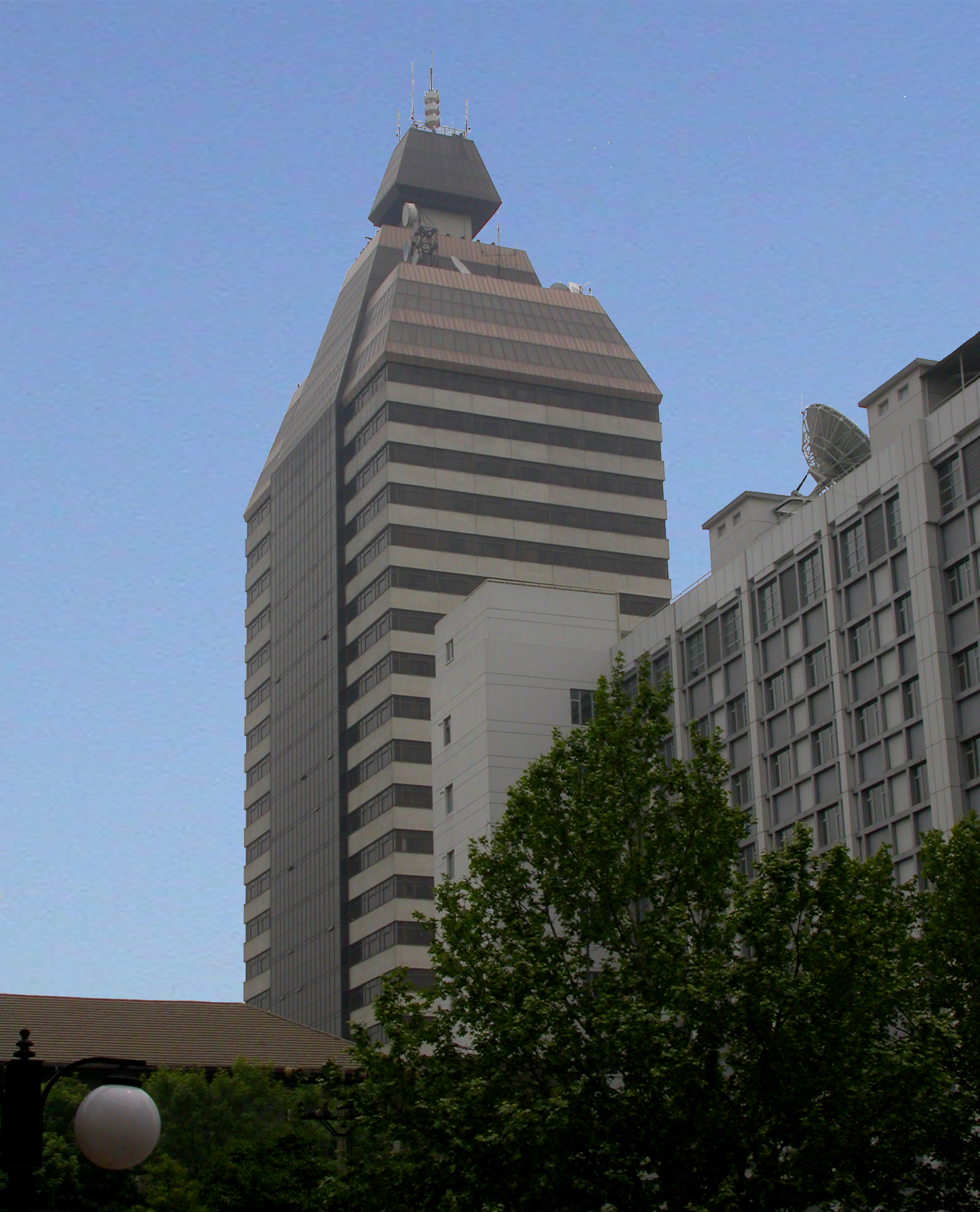
Hauptsitz der Nachrichtenagentur Xinhua in Peking

Xinhua (IPA: [ɕín.xwǎ]; chinesisch 新華通訊社 / 新华通讯社, Pinyin Xīnhuá Tōngxùnshè, kurz 新華社 / 新华社,  Xīnhuá shè – „Nachrichtenagentur Neues China“) ist die Nachrichtenagentur der Regierung der Volksrepublik China und vor China News Service die größere der beiden Nachrichtenagenturen des Landes.
Xinhua stellt den Massenmedien des Landes die Nachrichten im Sinne der Kommunistischen Partei Chinas und der chinesischen Zentralregierung (Staatsrat) bereit. Sie ist der Nachrichtenmonopolist der Volksrepublik und kann allen Zeitungen und Rundfunkstationen vorschreiben, welche Nachrichten veröffentlicht werden dürfen und welche nicht. Ihr Vorstand ist Mitglied des Zentralkomitees der Kommunistischen Partei Chinas, sie ist direkt dem Staatsrat untergeordnet. Außer journalistischen Artikeln verfasst Xinhua auch geheime Berichte für den obersten Führungskreis der KP.
Xinhua ist somit die größte und einflussreichste Medienorganisation in China und betreibt mehr als 170 ausländische Büros sowie 31 Büros in China – eine für jede Provinz sowie ein Militärbüro. Sie produziert unter anderem den weltweit verbreiteten Nachrichtensender CNC World.

## Geschichte
Xinhua wurde 1931 in der Sowjetzone von Ruijin gegründet und verlegte den Sitz später nach Peking. Xinhua wurde auch als Verlag gegründet, der heute mehr als 20 Zeitungen und ein Dutzend Zeitschriften herausgibt und in acht Sprachen veröffentlicht (Chinesisch, Englisch, Spanisch, Französisch, Russisch, Portugiesisch, Arabisch und Japanisch).
Bei dem Massaker am Platz des Himmlischen Friedens 1989 bemühten sich die Mitarbeiter von Xinhua um eine „angemessene Linie“ für die Berichterstattung. Obwohl Xinhua bei der Behandlung der für die Regierung unangenehmen Themen in dieser Zeit vorsichtiger war als die People’s Daily – etwa beim Gedenken an den Tod des reformorientierten kommunistischen Parteiführers Hu Yaobang im April 1989 und die anschließenden Demonstrationen in Peking und anderswo –, berichtete Xinhua positiv über Protestler und Intellektuelle, welche die Demokratiebewegung unterstützten. Der Konflikt zwischen Journalisten und den Top-Redakteuren über die Zensur beim Vorgehen auf dem Platz des Himmlischen Friedens dauerte mehrere Tage, nachdem das Militär – die Volksbefreiungsarmee am 4. Juni die Proteste gewaltsam aufgelöst hatte. Einige Journalisten streikten und demonstrierten im Hauptquartier der Xinhua-Agentur in Peking. Nach dem Massaker nahm die Aufsicht der Regierung über die Medien zu – Redakteure in den Xinhua-Büros in Hongkong und Macau wurden durch Kandidaten ersetzt, die pekingtreu waren.
Im Jahre 2020 verbreitete Xinhua als staatliche Nachrichtenagentur gezielt Verschwörungstheorien und Falschinformationen zur COVID-19-Pandemie über Facebook- und Instagram-Werbung sowie Twitter-Posts und beschuldigte den US-Präsidenten Donald Trump.

## Kritik
Xinhua wurde von internationalen Medien wegen der Verbreitung von Propaganda insbesondere gegen Gegner der Kommunistischen Partei Chinas (KPCh) kritisiert. Aufgrund der Medienzensur in China bleibt Xinhua die wichtigste Quelle für kleinere Nachrichtenpublikationen und dient damit den Interessen der KPCh. Von Reporter ohne Grenzen wurde 2005 Xinhua als „größte Propaganda-Agentur“ der Welt bezeichnet. In einem Bericht heißt es, dass die Nachrichtenagentur „im Herzen der von der Regierung durchgeführten Zensur und Desinformation“ steht. Falls eine Xinhua-Meldung nicht der von der Kommunistischen Partei Chinas vorgegebenen Sprachregelung entspricht, wird sie umgehend „aktualisiert“.
In einem Interview mit indischen Medien im Jahr 2007 bestätigte der damalige Chef von Xinhua, Tian Congmin, dass „unsere Glaubwürdigkeit zu einem gewissen Grad in Zweifel gezogen wird“. Newsweek kritisierte Xinhua als „bekannt für seine blinden Flecken“ in Bezug auf umstrittene Nachrichten in China und erwähnte z. B., dass ihre „Berichterstattung über die Vereinigten Staaten nicht fair und ausgewogen ist“.